# Solanum cardiophyllum
Solanum cardiophyllum (papa de tierra, de monte, güera) es una especie de papa silvestre perteneciente a la familia de las Solanáceas. Es originaria de México y se la considera una planta invasora.

## Descripción
Las partes vegetativas de la planta son tóxicas por la presencia de glicoalcaloides pero los tubérculos, comestible, a veces son cosechados, aunque la planta nunca se cultiva.  Es considerada en los Estados Unidos como una planta invasora (que está presente en California).
Toxicidad
Todas las partes de la planta Solanum cardiophyllum contienen glicoalcaloides, cuya ingestión puede suponer un riesgo para la salud.

## Taxonomía
Solanum cardiophyllum fue descrita por John Lindley y publicado en Journal of the Horticultural Society of London 3: 70. 1848.
Etimología
Solanum: nombre genérico que deriva del vocablo Latíno equivalente al Griego στρνχνος (strychnos) para designar el Solanum nigrum (la "Hierba mora") —y probablemente otras especies del género, incluida la berenjena—, ya empleado por Plinio el Viejo en su Historia naturalis (21, 177 y 27, 132) y, antes, por Aulus Cornelius Celsus en De Re Medica (II, 33). Podría ser relacionado con el Latín sol. -is, "el sol", debido a que la planta sería propia de sitios algo soleados.
cardiophyllum: epíteto latino que significa "hojas con forma de corazón".